# Polia enodata
Polia enodata är en fjärilsart som beskrevs av Bang-haas 1912. Polia enodata ingår i släktet Polia och familjen nattflyn. Inga underarter finns listade i Catalogue of Life.